# クリスタル映像
クリスタル映像株式会社は、日本のアダルトビデオメーカー。
本社は東京都豊島区西池袋4-23-11。

## 沿革
ビニ本出版社「アド企画」や、アダルトビデオメーカー「三和プロモーション」を経営していた西村忠治が、摘発で解体された裏本チェーン「北大神田書店グループ」の総帥・草野博美を制作監督に迎え1984年10月に創業。草野は西村社長の処遇に恩義を感じ、創業とともに「西村」より名を借りて「村西とおる」を名乗るようになった。クリスタル映像としての第一回リリース作品は「私、犯されました。新幹線の中で…絵梨花20歳」（1984年10月5日発売）。
初期においては宇宙企画やビップといった先行メーカーに作品の水準、売れ行きともに大きく水をあけられていた。村西の著書『ナイスですね』（1987年）によれば、当初志向していたドラマ路線の作品的・営業的な行き詰まりから、1985年にドキュメンタリー風の本番路線に転換。その結果、ソフトなカラミが主体だった他社作品との差別化に成功し、業績も大きく改善したことから、「完全本番主義」をレーベルカラーとして強くアピールするようになった。また同時期に、当時のAVでは珍しかった顔面射精を「顔面シャワー」と称して多くの作品に導入したことも反響を呼び、同社への注目度はこの時期飛躍的に高まった。
1986年6月、村西とおるが無許可のモデル事務所から17歳のモデルの派遣を受け、AVに出演させたとして職業安定法・児童福祉法違反容疑で逮捕。以後も村西が同社を離れるまで当局による摘発が相次ぐが、却って「クリスタル映像は過激らしい」という同社に対する認知度を高める結果となった。
1986年10月、村西の制作になる黒木香『SMぽいの好き』がリリースされる。当時横浜国立大学在学中だった黒木香が知的なお嬢様口調を駆使しつつ、村西との動物的とも言える過激な性行為を披露した本作は、多くの文化人が絶賛するなど大反響を呼んだ。村西と黒木はテレビ、雑誌などのメディアに引っ張りだこになり、「ナイスですね～」といった村西独得の話法も大いに話題になった。「村西とおるが所属するビデオ会社」として、クリスタル映像の名も一般レベルで広く知られるようになる。
村西とクリスタル映像の蜜月時代は、1988年、村西が自身のアダルトビデオ会社であるダイヤモンド映像を設立し、独立したことで終焉を迎えた。制作基盤を失ったクリスタル映像は、同時期に制作活動を停止したWAKO（AV問屋最大手・アイ信のレーベル）の制作陣を迎え、新たなブランドイメージ確立を目指すが、看板だった村西を失った打撃は大きく、決定的なヒット作にも欠けたため、次第に業績が低迷していった。
この窮地を救ったのが、1992年から翌年にかけてAV女優として活動した飯島愛だった。人気絶頂にあった彼女のレンタルAV作品のうち、およそ半数をクリスタル映像が制作、業績回復のきっかけとなった。社長の西村も後年のインタビューで、飯島愛がこの時期、同社の生命線となっていたことを述懐している。
1990年代中盤以降は、青沼ちあさ、涼木もも香、森村ハニー、加護あいり、青山菜々といった各年代における人気女優を集中的にキャスティングし、単体作品において堅実なリリースを続ける一方、1990年前後から本腰を入れ始めた企画もののジャンルにおいても、『FUCK FUCK FUCK』シリーズ、『スーパーGスポット』シリーズなど数多くの人気シリーズを生み出してきた。近年はインターネットにおけるブロードバンド配信にも、積極的な取り組みを見せている。
2005年、創業以来加入してきたビデ倫を脱退、日本映像ソフト制作・販売倫理機構（制販倫）を自ら立ち上げ、業界に衝撃を与えた。制販倫の設立当初はほかに加盟メーカーはなかったが、のちにケイ・エム・プロデュース（KMP）などが加盟している。
関連会社に有限会社シー・ツー・コーポレーション（前身はコンフィデンス・社長は西村忠治が兼任）がある。かつては海外ポルノを扱うハリウッド・ホームビデオ・ジャパンという関連会社もあった。

## 主要レーベル（+ 実質的な活動期間）
- クリスタル映像
  - クリスタル映像／スーパークリスタル（1984～)
  - メシア（MESSIAH）（1991～1998）
  - ヴィーナス（Venus）（1997～）
  - マニアック（MANIAC）（1990～）
  - エルメス（HERMES）（1993～）
  - マダムマニアック（MADAM MANIAC）（1998～）
- コンフィデンス／シー・ツー・コーポレーション
  - コンフィデンス（Confidence）（1988～1990）
  - グレートコンフィデンス（GREAT CONFIDENCE）(1991～1992）
  - コンフィデンス（Confidence）（新）（1993～1994）
  - セシル（Cecile）（1994）
  - クィーン（QUEEN）（1994～1999）
  - ソフィア（SOPHIA）（1994～1995）
  - ピュア（PURE）（1995～）
  - タッチ（Touch）（1997～1999）
  - グレイス（GRACE）（1999～）
  - ファン（Fan）（1999～）

## 出演女優一覧
五十音順
- 相沢桃（あいざわもも、2007年3月～）デビュー
- 相田すみれ（あいだすみれ、2004年6月～）
- 愛原理彩（あいはらりさ、2004年12月～）デビュー
- 蒼月りこ（あおつきりこ、2006年2月～）デビュー
- 青山菜々（あおやまなな、2006年6月～）デビュー
- 青山ゆい（あおやまゆい、2007年8月～）デビュー
- 紅りんご（あかいりんご、2007年8月～）デビュー
- 紅月ルナ（あかつきるな、2005年4月～）
- 朝倉海音（あさくらみお、2002年12月～）デビュー6
- 朝比奈ゆい（あさひなゆい、2003年1月～）デビュー
- 麻生まりも（あそうまりも、2003年5月～）デビュー
- @YOU（あっとゆー、2005年7月～）
- 彩名杏子（あやなきょうこ、2002年7月～）
- 石川鈴華（いしかわ すずか、2006年5月～）デビュー
- いずみ彩（いずみあや、2007年2月～）デビュー
- 大空あすか（おおぞらあすか、2002年10月～）
- 小川奈美（おがわなみ、2006年9月～）デビュー
- 小川音子（おがわねね、2004年2月～）
- 小澤マリア（おざわまりあ、2009年9月）
- 薫桜子（かおるさくらこ、2003年2月～）
- 川峰さくら（かわみねさくら、2006年5月～）デビュー
- 黒沢愛（くろさわあい、2007年8月～）復活
- きこうでんみさ（きこうでんみさ、2007年5月～）デビュー
- 北川美果（きたがわみか、2003年8月～）デビュー
- 喜多村麻衣（きたむらまい、2005年8月～）デビュー
- 君嶋さやか（きみじまさやか、2009年9月～）デビュー
- 小泉麻由（こいずみまゆ、2002年3月～）
- 小坂めぐる（こさかめぐる、2007年10月～）
- 小阪れおん（こさかれおん、2006年3月～）デビュー
- 後藤聖子（ごとうしょうこ、2004年9月～）デビュー
- KOMACHI（こまち、2008年9月～）デビュー
- 小町ななみ（こまちななみ、2005年10月～）デビュー
- 小峰ひなた（こみねひなた、2008年10月～）デビュー
- 斉藤ここみ（さいとうここみ、2004年9月～）デビュー
- 冴木麗美（さえきうるみ、2002年12月～）デビュー
- 佐伯奈々（さえきなな、2007年7月～）
- 酒井るんな（さかいるんな、2002年12月～）デビュー
- 咲あいら（さきあいら、2005年11月～）デビュー
- 桜井彩美（さくらいあやみ、2002年9月～）
- 桜木心愛（さくらぎここあ、2004年3月～）デビュー
- さくらひめこ（さくらひめこ、2003年12月～）デビュー
- 佐倉もなみ（さくらもなみ、2006年1月～）デビュー
- 真田春香（さなだはるか、2006年12月～）デビュー
- さやか（さやか、2005年8月～）デビュー
- 白石みく（しらいしみく、2006年4月～）デビュー
- 白雪彩（しらゆきあや、2004年11月～）デビュー
- 瀬奈梨花（せなりか、2004年1月～）デビュー
- 月野りさ（つきのりさ、2009年5月）
- 仲井美帆（なかいみほ、2004年7月～）デビュー
- 中野千夏（なかのちなつ、2002年5月～）
- 七瀬かすみ（ななせかすみ、2007年10月～）
- 新山愛里（にいやまあいり、2001年11月～）
- 西田美沙（にしだみさ、2003年2月～）
- 野乃はなの（ののはなの、2008年1月～）デビュー
- 羽田夕夏（はねだゆうか、2005年2月～）デビュー
- 早坂ひとみ（はやさかひとみ、2002年6月～）
- 春菜まい（はるなまい、2002年10月～）デビュー
- 妃乃ひかり（ひのひかり、2005年7月～）デビュー
- 平井綾（ひらいあや、2008年2月～）デビュー
- 藤沢美歩（ふじさわみほ、2007年4月～）デビュー
- 星ありす（ほしありす、2003年3月～）デビュー
- 星川ヒカル（ほしかわひかる、2003年10月～）
- 星咲愛理（ほしさきあいり、2001年11月～）デビュー
- ほしのまき（ほしのまき、2007年8月～）
- 星野流宇（ほしのるう、2001年10月～）デビュー
- 真樹さくら（まきさくら、2002年1月～）
- 真崎あむ（まざきあむ、2003年11月～）
- マリア・ディゾン（まりあでぃぞん、2007年12月～）デビュー
- 水原あき（みずはらあき、2005年4月～）デビュー
- 美月あんな（みつきあんな、2002年1月～）デビュー
- 宮崎優香（みやざきゆうか、2002年4月～）デビュー
- 望月なな（もちづきなな、2004年4月～）デビュー
- 持田薫（もちだかおる、1996年4月～）デビュー
- ももこみゆ（ももこみゆ、2004年6月～）デビュー
- 森永みか（もりながみか、2004年10月～）デビュー
- 森村ハニー（もりむらはにー、2002年7月～）
- 八乙女かのん（やおとめかのん、2007年7月～）デビュー
- 安原真美（やすはらまみ、2003年9月～）
- 有希りか（ゆうきりか、2006年7月～）デビュー
- 雪乃まひる（ゆきのまひる、2004年8月～）デビュー
- 夢見あい（ゆめみあい、2006年12月～）デビュー
- RiRi（りり、2006年10月～）デビュー
- れのん（れのん、2005年5月～）デビュー
- 若草よつは（わかくさよつは、2006年11月～）デビュー
- 若林めぐ（わかばやしめぐ、2003年7月～）デビュー

## クリスタル映像関連の主な事件
- 1986年4月、販売用の海外制作ビデオ、海外ハードコア作品を税関審査手続きを経ず輸入、関税定率法違反容疑で東京税関が検挙。
- 1986年6月、村西とおるが無許可モデル事務所からモデルを派遣させたとして職業安定法違反容疑で逮捕。さらに17歳の芸名・正木麗子をAV（「恥らい麗子」）に出演させた児童福祉法違反容疑で再逮捕。処分保留で釈放。
- 1986年12月、ハワイでロケ中の村西とおる一行が現地警察に旅券法違反（資格外活動）容疑で逮捕。マン法違反（不道徳行為）容疑にも問われ起訴、懲役370年を求刑されるが司法取引が成立し翌年7月に釈放。
- 1988年4月、村西とおるが17歳の芸名・高槻真理子をAV（「吹きすぎてしまった私」）に出演させた児童福祉法違反容疑で逮捕。罰金30万円。
- 1988年9月、既にダイヤモンド映像を立ち上げていた村西とおるがクリスタル時代に16歳の芸名・桐生舞子をAV（「風のファンタジー」）に出演させた児童福祉法違反容疑で逮捕。懲役1年執行猶予5年。村西は少女の面接を担当したとされ、監督も逮捕されたが不起訴。